# أبو الأشاعر أحمد بن نصر
أبو الأشاعر أحمد بن نصر (تُوفي في 2 تشرين الثاني 906) كان قائدًا عسكريًّا للخلافة العباسية، ووالي طرسوس من آذار 903 إلى آب 905.

## الحياة
عُيِّن أبو الأشاعر واليًا على طرسوس ومنطقة قيليقية الحدودية مع الإمبراطورية البيزنطية (الثغور الشامية) في 22 آذار 903، خلفًا لمظفر بن الحاج. انطلق من بغداد في 12 أيار في اتجاه الحدود البيزنطية، برفقة قواته لتقديم هدايا من الخليفة المكتفي للإمبراطور البيزنطي ليو السادس الحكيم.
في أواخر صيف أو خريف 904، توسط أبو الأشعار لإبرام هدنة وتبادل أسرى مع البيزنطيين، وحُدد موعدها في العام التالي. في غضون ذلك، غزا اللواء البيزنطي أندرونيكوس دوكاس الأراضي العربية، ونهب مرعش، مما أدى إلى إقالة أبو العشائر واستبداله برستم بن بردو.
في 906 قُتل أبو الأشاعر، عندما هاجم القرامطة قافلته للحج، في العقبة، على طريق مكة.